# 野上健
野上 健（のがみ けん、1986年 - ）は、日本の小説家。埼玉県出身。東京電機大学高等学校卒。

## 経歴
2013年、「走る夜」で第117回文學界新人賞吉田修一奨励賞を受賞。高校卒業後はお笑い芸人を目指していた時期もあり、様々な職を経て、受賞時はカフェ店員だった。

## 作品
- 走る夜（『文學界』2013年12月号）
- まわり道の女たち （『文學界』2015年3月号）